# Hassan (città)
Hassan è una città dell'India di 117.386 abitanti, capoluogo del distretto di Hassan, nello stato federato del Karnataka. In base al numero di abitanti la città rientra nella classe I (da 100.000 persone in su).

## Geografia fisica
La città è situata a 13° 0' 20 N e 76° 5' 58 E e ha un'altitudine di 971 m s.l.m..

## Società

### Evoluzione demografica
Al censimento del 2001 la popolazione di Hassan assommava a 117.386 persone, delle quali 60.225 maschi e 57.161 femmine. I bambini di età inferiore o uguale ai sei anni assommavano a 12.166, dei quali 6.242 maschi e 5.924 femmine. Infine, coloro che erano in grado di saper almeno leggere e scrivere erano 92.218, dei quali 49.276 maschi e 42.942 femmine.